# Шеље
Шеље (мађ. Sellye, хрв. Šeljin) град је у јужној Мађарској. Шеље је град у оквиру жупаније Барања.
Град има 2.911 становника према подацима из 2008. године.

## Географија
Град Шеље се налази у јужном делу Мађарске. Од престонице Будимпеште град је удаљен око 255 километара јужно. Од најближег већег града Печуја град је удаљен 50 километара југозападно. Град се налази у средињшем делу Панонске низије, близу Драве (8 км јужно). Драва је истовремено и државна граница са Хрватском. Надморска висина места је око 100 m.

## Становништво

### Попис1910.
| Шеље | Шеље |
| --- | --- |
| Језик | Вера |
| укупно: 2.097 Мађарски 1.989 (94,84%) Немачки 23 (1,09%) Хрватски 10 (0,47%) Српски 4 (0,19%) Словачки 3 (0,14%) остали 68 (3,24%) | <div style="border:solid transparent;position:absolute;width:100px;line-height:0; укупно: 2.097 Римокатол. 1.123 (53,55%) Калвинисти 854 (40,72%) Јевреји 99 (4,72%) Лутерани 15 (0,71%) Православци 6 (0,28%) - (-%) |

Напомена: У рубрици осталих језика највећи број особа исказао је ромски језик.

## Партнерски градови
- Gnas
- Грубишно Поље